# دارين ديفيس
دارين ديفيس (بالإنجليزية: Darren Davis)‏ (5 فبراير 1967 في المملكة المتحدة - ) هو لاعب كرة قدم بريطاني في مركز الدفاع. لعب مع نوتس كاونتي ونادي سكاربورو وماديستون يونايتد ‏ وفريكلي أثلتيك ‏ وغرانتهام تاون ‏ وHucknall Town F.C. ‏ ولينكولن سيتي أف سي ورجبي تاون ونادي بوسطن يونايتد.

## وصلات خارجية
- دارين ديفيس على موقع قاعدة بيانات كرة القدم.إي يو (الإنجليزية)